# Eben F. Stone

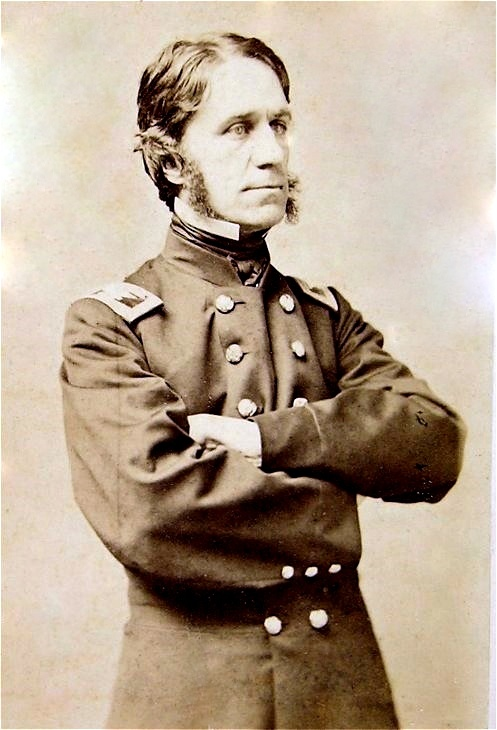
Eben F. Stone (1862)

Eben Francis Stone (* 3. August 1822 in Newburyport, Massachusetts; † 22. Januar 1895 ebenda) war ein US-amerikanischer Politiker. Von 1881 bis 1887 vertrat er den Bundesstaat Massachusetts im US-Repräsentantenhaus.

## Werdegang
Eben Stone besuchte die North Andover Academy und studierte danach bis 1843 an der Harvard University. Nach einem anschließenden Jurastudium an derselben Universität und seiner 1846 erfolgten Zulassung als Rechtsanwalt begann er in Newburyport in diesem Beruf zu arbeiten. Dort wurde er im Jahr 1851 Vorsitzender des Stadtrats. Er wurde Mitglied der Republikanischen Partei. In den Jahren 1857, 1858 und 1861 gehörte er dem Senat von Massachusetts an. Während des Bürgerkrieges diente er als Regimentskommandeur einer Einheit aus Massachusetts im Heer der Union.
1867 wurde Stone zum Bürgermeister von Newburyport gewählt. In den Jahren 1867, 1877, 1878 und 1880 war er Abgeordneter im Repräsentantenhaus von Massachusetts. Bei den Kongresswahlen des Jahres 1880 wurde im sechsten Wahlbezirk von Massachusetts in das US-Repräsentantenhaus in Washington, D.C. gewählt, wo er am 4. März 1881 die Nachfolge von George B. Loring antrat. Nach zwei Wiederwahlen konnte er bis zum 3. März 1887 drei Legislaturperioden im Kongress absolvieren. Seit 1883 vertrat er dort den siebten Distrikt seines Staates.
Im Jahr 1886 verzichtete Stone auf eine erneute Kandidatur. Nach dem Ende seiner Zeit im US-Repräsentantenhaus praktizierte er wieder als Anwalt. Er starb am 22. Januar 1895 in seinem Heimatort Newburyport.